# BerkShares
BerkShares – lokalna waluta będąca w obiegu w regionie Berkshires w stanie Massachusetts w USA.
Obecny kurs wymiany to 1 BerkShare = 0,90 dolara USA. BerkShares są wymienialne na dolary USA w 12 lokalnych bankach wokół Berkshires. W sierpniu 2007 na liście firm oficjalnie (zgodnie ze stroną internetową BerkShares) akceptujących tę walutę było 280 firm. Inne współpracują nieformalnie. Firmy akceptujące banknoty są identyfikowane przez naklejki na szybach i wspólne materiały promocyjne. Wymiana następuje pomiędzy klientami indywidualnymi a sklepami jak również bezpośrednio między firmami. Nadmiarowe BerkShares mogą być wymienione na dolary USA we współpracujących bankach zgodnie z obowiązującym kursem wymiany. Niektóre firmy limitują użycie BerkShares do określonej części zapłaty za towary i usługi.
Banki uczestniczące w programie wydrukowały około 1 mln 95 tys. BerkShares, o wartości 895 tys. USD, w czasie pierwszych 11 miesięcy działalności.

## Historia
BerkShares pojawiły się na rynku 29 września 2006. Banknoty zostały zaprojektowane przez John Isaaca i wydrukowane przez Excelsior Printing na specjalnym papierze używanym do druku banknotów z wbudowanymi zabezpieczeniami przygotowanymi przez Crane and Company.

## Nominały
BerkShares są drukowane w nominałach 1, 5, 10, 20 i 50. Ozdobione są podobiznami lokalnych mieszkańców.
| Nominał | Grafika                                                                                         |
| ------- | ----------------------------------------------------------------------------------------------- |
| BS1     | Mohikanin, pierwotny mieszkaniec regionu                                                        |
| BS5     | William Du Bois przywódca walki o prawa obywatelskie urodzony w Great Barrington, Massachusetts |
| BS10    | Robyn Van En, lokalny przywódca, zmarły w 1997                                                  |
| BS20    | Herman Melville, autor Moby Dicka napisanego w Pittsfield (Massachusetts)                       |
| BS50    | Norman Rockwell, malarz, który żył w Stockbridge (Massachusetts)                                |